# Canton de Poncin
Le canton de Poncin est une ancienne division administrative française, située dans le département de l'Ain en région Auvergne-Rhône-Alpes.

## Géographie
Ce canton était organisé autour de Poncin dans l'arrondissement de Nantua. Son altitude variait de 236 m pour Saint-Jean-le-Vieux à 999 m pour Labalme, avec une moyenne de 373 m.

## Histoire

Localisation du canton dans l'Ain avant 2015.

Conformément au décret du 13 février 2014, en application de la loi du 17 mai 2013 prévoyant le redécoupage des cantons français, le canton de Poncin disparaît à l'issue des élections départementales de mars 2015. Il est englobé dans le canton de Pont-d'Ain.

## Représentation

### Conseillers généraux de 1833 à 2015
| Période | Période      | Identité                                      | Étiquette                          | Qualité                                                                                            |
| ------- | ------------ | --------------------------------------------- | ---------------------------------- | -------------------------------------------------------------------------------------------------- |
| 1833    | 1834         | Charles-Aimé Bochard                          |                                    | Avocat, conseiller de préfecture Maire de Poncin, ancien député (1815)                             |
| 1834    | 1836         | Pierre Montanier                              |                                    | Juge de paix de Poncin, propriétaire à Billiat                                                     |
| 1836    | 1842         | Victor Framinet                               |                                    | Juge de paix à Poncin Propriétaire à Saint-Jean-le-Vieux                                           |
| 1842    | 1848         | Antoine Blanc-Bajollet                        |                                    | Propriétaire, négociant à Lyon, maire de Mérignat                                                  |
| 1848    | 1865 (décès) | Baron Honoré Anthelme Passerat de la Chapelle |                                    | Ancien officier d'état-major Maire de Saint-Jean-le-Vieux (1819-1865), conseiller d'arrondissement |
| 1865    | 1871         | Isidore Tony Gilardin                         |                                    | Premier Président de la Cour Impériale de Lyon Conseiller municipal de Saint-Jean-le-Vieux         |
| 1871    | 1883         | Louis Bonnet                                  | Républicain                        | Médecin - Sénateur (1876-1885), Jujurieux                                                          |
| 1883    | 1892 (décès) | Aimé Pupunat                                  | Républicain                        | Receveur des domaines en retraite à Poncin                                                         |
| 1893    | 1907         | Édouard Philipon                              | Républicain Progressiste puis Rad. | Avocat, puis magistrat Député (1885-1898), propriétaire à Jujurieux                                |
| 1907    | 1928 (décès) | Marie-Gabriel Boccard                         | Rad.                               | Médecin - Maire de Jujurieux (1904-1928) Député (1924-1928)                                        |
| 1928    | 1935 (décès) | Jules Renardat-Fache                          | Rad.                               | Propriétaire à Mérignat                                                                            |
| 1935    | 1940         | Robert Le Tessier                             | Rad.                               | Médecin inspecteur des écoles, Jujurieux                                                           |
|         |              |                                               |                                    | |
| 1942    | 1945         | Joseph Morellet (1895-1972)                   |                                    | Président de la délégation spéciale de Poncin Nommé conseiller départemental en 1942               |
|         |              |                                               |                                    | |
| 1945    | 1952 (décès) | Robert Le Tessier                             | Rad.                               | Médecin à Jujurieux                                                                                |
| 1953    | 1979         | René Lyot (1911-1986)                         | Rad. puis MRG                      | Cultivateur, maire de Cerdon                                                                       |
| 1979    | 1998         | Gérard Reverdy (1925-2018)                    | UDF-PR                             | Artisan chauffagiste, maire de Jujurieux (1977-1995)                                               |
| 1998    | 2015         | Jean Chabry                                   | DVD                                | Chef d'entreprise, maire de Jujurieux (1995-2014)                                                  |

### Conseillers d'arrondissement (de 1833 à 1940)
Le canton de Poncin avait deux conseillers d'arrondissement jusqu'en 1913.
| Période                                  | Période          | Identité                                                   | Étiquette           | Qualité |
| ---------------------------------------- | ---------------- | ---------------------------------------------------------- | ------------------- | --- |
| 1833                                     | 1839             | Anthelme André Laporte (1795-1870)                         |                     | Notaire à Saint-Jean-le-Vieux (1820-1837)                                                                   |
| 1833                                     | 1839             | Honoré Anthelme, Baron Passerat de La Chapelle (1779-1865) |                     | Ancien militaire, propriétaire, maire de Saint-Jean-le-Vieux                                                |
| 1839                                     | 1848             | M. Bochard                                                 |                     | Ancien percepteur, propriétaire à Poncin                                                                    |
| 1839                                     | 1848             | Jean François Gaspard Rouyer (1774-1854)                   |                     | Juge d'instruction près le Tribunal de première instance de Nantua, propriétaire à Poncin                   |
| 1848                                     | 1871             | J.P. Eugène Collet                                         |                     | Adjoint au maire de Poncin                                                                                  |
| 1848                                     | 1852             | Jean-Baptiste Pupunat (1801-1866)                          |                     | Avocat, Poncin                                                                                              |
| 1852                                     | 1871             | Baron Christophe de Maupetit                               |                     | Maire de Jujurieux                                                                                          |
| 1871                                     | 1883             | Jules Goy                                                  |                     | Maire de Jujurieux, suppléant du juge de paix                                                               |
| 1871                                     | 1881 (décès)     | François Bolliet                                           |                     | Maire de Cerdon                                                                                             |
| 3 avr.1881                               | 1889             | Jules Main                                                 |                     | Propriétaire à Cerdon                                                                                       |
| 1883                                     | 1886 (décès)     | Jean-François-Eugène Janton (1838-1886)                    |                     | Propriétaire à Saint-Jean-le-Vieux                                                                          |
| 1886                                     | 1891 (démission) | Michel Jacquemont                                          | Républicain         | Propriétaire à Saint-Jean-le-Vieux                                                                          |
| 1889                                     | 1895             | Eugène Main                                                | Républicain         | Maire de Cerdon                                                                                             |
| 1895                                     | 1898             | Samuel Lobre                                               |                     | Propriétaire, maire de Jujurieux, Président de l'Union Agricole                                             |
| 1895                                     | 1907 (démission) | Henri Moureaux                                             | Républicain Radical | Maire de Poncin                                                                                             |
| 1898                                     | 1904             | Eugène Chopin                                              | Républicain         | Propriétaire vigneron à Mérignat                                                                            |
| 1904                                     | 1919             | Louis Bourbon                                              | Radical             | Maire de Cerdon                                                                                             |
| 1907                                     | 1919             | Joseph Pénard                                              |                     | Maire de Saint-Jean-le-Vieux                                                                                |
| 1919                                     | 1928             | Jules Barlet                                               |                     | Maire de Cerdon                                                                                             |
| 1928                                     | 1934             | Jean Parneix                                               | Radical             | Ancien militaire, entrepreneur de maçonnerie, adjoint au maire de Poncin                                    |
| 1935                                     | 1940             | Marius Genin                                               |                     | Maire de Boyeux-Saint-Jérôme                                                                                |
| 1940                                     |                  |                                                            |                     | Les conseils d'arrondissement ont été suspendus par la loi du 12 octobre 1940 et n'ont jamais été réactivés |
| Les données manquantes sont à compléter. |                  |                                                            |                     | |

Source : Journal Le Courrier de l'Ain sur le site des archives départementales.

## Composition
À sa création par l'arrêté du 9 vendémiaire an X (1er octobre 1801), le canton de Poncin comprend six communes :
- Cerdon ;
- Saint-Jean-le-Vieux ;
- Saint-Jérôme (renommé Boyeux-Saint-Jérôme en 1879) ;
- Jujurieux ;
- Mérignat ;
- Poncin.

En 1830, deux communes sont détachées du  canton d'Izernore :
- Labalme ;
- Saint-Alban.

En 1939, une troisième commune est détachée du canton d'Izernore, Challes, renommée Challes-la-Montagne en 2006. Le canton de Poncin regroupe ainsi jusqu'à sa disparition en 2015 neuf communes :
| Nom                 | Code Insee | Intercommunalité                   | Superficie (km2) | Population (dernière pop. légale) | Densité (hab./km2) |
| ------------------- | ---------- | ---------------------------------- | ---------------- | --------------------------------- | ------------------ |
| Poncin (chef-lieu)  | 01303      | CC Rives de l'Ain - Pays du Cerdon | 19,77            | 1 681 (2014)                      | 85                 |
| Boyeux-Saint-Jérôme | 01056      | CC Rives de l'Ain - Pays du Cerdon | 16,94            | 370 (2014)                        | 22                 |
| Cerdon              | 01068      | CC Rives de l'Ain - Pays du Cerdon | 12,30            | 764 (2014)                        | 62                 |
| Challes-la-Montagne | 01077      | CC Rives de l'Ain - Pays du Cerdon | 7,65             | 185 (2014)                        | 24                 |
| Jujurieux           | 01199      | CC Rives de l'Ain - Pays du Cerdon | 15,39            | 2 192 (2014)                      | 142                |
| Mérignat            | 01242      | CC Rives de l'Ain - Pays du Cerdon | 3,17             | 124 (2014)                        | 39                 |
| Saint-Alban         | 01331      | CC Rives de l'Ain - Pays du Cerdon | 8,08             | 171 (2014)                        | 21                 |
| Saint-Jean-le-Vieux | 01363      | CC Rives de l'Ain - Pays du Cerdon | 15,33            | 1 664 (2014)                      | 109                |
| Labalme             | 01200      | CC Rives de l'Ain - Pays du Cerdon | 8,80             | 210 (2014)                        | 24                 |

## Démographie
| 1806  | 1841  | 1876  | 1901  | 1936  | 1968  | 1999  | 2014  |
| ----- | ----- | ----- | ----- | ----- | ----- | ----- | ----- |
| 8 660 | 9 723 | 9 936 | 8 773 | 6 032 | 5 299 | 6 012 | 7 361 |